# ام‌تی فرنکپان
ام‌تی فرنکپان (به انگلیسی: MT Frankopan) یک کشتی است که طول آن ۲۴۴٫۳ متر (۸۰۱ فوت ۶ اینچ) می‌باشد. این کشتی در سال ۱۹۹۵ ساخته شد.